# Steve Garita
Steve Garita Jiménez (San José, 10 de septiembre de 1993) es un futbolista costarricense que juega como defensa en la Liga Deportiva Alajuelense de la Primera División de Costa Rica. Así mismo ha participado en las selecciones menores de Costa Rica (actualmente selección sub-23).

## Clubes
| Club                       | País       | Año                |
| -------------------------- | ---------- | ------------------ |
| Alajuelense                | Costa Rica | 2013 - 2015        |
| Liga Deportiva Alajuelense | Costa Rica | 2015 - Actualmente |